# 佐々木潤
佐々木 潤（ささき じゅん、JUN SASAKI、1966年7月7日 - ）は、宮城県仙台市出身の音楽プロデューサー、作曲家、編曲家、リミキサー、DJ、モデル。
YAJIMAX名義で写真家としても活動している。血液型O型。青山学院大学卒業。ROUGH&TOUGH PRODUCTION代表。

## 略歴
青山学院大学在学中よりソウルミュージック、ファンク、ヒップホップ・ミュージックに傾倒し、西麻布、六本木などでDJを始める。
1987年、小林径をリーダーにDJユニット・FUNK MASTER GO-GOが結成され、ポリドール・レコードより1枚のシングルをリリース、翌88年解散。
1988年、DJの傍らファッションブランドのディレクター、モデル、スタイリストなど多方面で活動。金杉肇、井嶋カズらとNG PRODUCTIONSを設立してFunkie Watergate結成。Funkie Alienをプロデュース。
1990年、桑原茂一との出会いをきっかけに選曲家として活動を始める（TOKYO FM、J-WAVE、コム・デ・ギャルソン、パリ・コレクション、東京コレクション等）。スネークマンショー「人格なし」「人格なし2」「ブルーフィルム」にリミキサーとして参加。
1994年、COSA NOSTRAのDJ、ギタリストとして本格的に音楽活動を始め、7枚のシングル、8枚のアルバムをトイズファクトリーよりリリース。
1996年、COSA NOSTRAの活動と平行してTRANCE HIP-HOPユニットPEACE FORCEを始動させ、BMGビクターよりシングル「Inner Space Cowboy EP」「DON'T LET IT BRONG YOU DOWN EP」、1st.アルバム「Mr.Freedom」をリリースする。
1998年、プロデュースしたMISIAの2nd.シングル「陽のあたる場所」、3rd.シングル「BELIEVE」（1999年）がヒット、作曲家、音楽プロデューサーとしての地位を確立する。同年4月、アートディレクターである信藤三雄監督の映画「代官山物語」に主演俳優として抜擢される。同映画のオリジナル・サウンドトラックのトータルプロデュースも担当。同年5月、PEACE FORCEとしての2nd.アルバム「CHALLENGER」を日本コロムビアよりリリース。タイトルは自身の愛車ダッジ・チャレンジャーより命名されている。またルパン三世リミックス・アルバム「PUNCH THE MONKEY」に参加し、峰不二子のテーマ曲「LOVE SQUALL」をリミックスしている。
1999年、COSA NOSTRAを脱退後もMISIA、露崎春女、猫沢エミ、ハイポジ、ZOOCO等へのサウンドプロデュース、楽曲提供を行う。
2000年、「代官山物語」で演じたYAJIMAX名義で写真家として活動を始め、サザンオールスターズの「HOTEL PACIFIC」のジャケットを手がけるなどする。ポラロイドSX-70で撮影された写真集「SEX APPEAL FOR MEN」「UNIVERSE OF EROTIC DELIGHT」2冊を刊行。
2001年、「ライトオン」のCMソングの作曲・プロデュースを手掛け自らモデルとしても出演。
2002年、ジェームス・ブラウンリミックスアルバム「JAMES BROWN Ultimate Remixes」に参加、「SUNNY」をリミックス。
2003年、小柳ゆき、片瀬那奈、椎名純平等のプロデュースを手掛ける。
2004年、COSA NOSTRA時代の朋友、鈴木桃子のソロアルバムに参加。
2005年、TiA、Candy、名取香り、YuU、千織等多くの女性アーティストのプロデュースを手掛ける。またコーセー・エスプリークのCM音楽を担当する（フィーチャリングシンガーはRyohei）。
2006年、シェリル・クロウのトリビュート・アルバムに参加。「LOVE IS A GOOD THING」をカバー。ボーカルは鈴木桃子。
2007年、CHARAシングル「fantasy」への楽曲提供。MISIAアルバム「ASCENSION」に参加。楽曲提供、プロデュース・編曲を担当。MEILINをプロデュース、作詞家渡辺なつみとの初コラボレーションとなる。高杉さと美デビュー曲「旅人」をリミックス（3rd.シングル「雪星」に収録）。
2008年、MISIAの通算20枚目のシングル「約束の翼」作曲・編曲・プロデュースを行う。宇崎竜童のデビュー35周年記念セルフカバーアルバム「ブルースで死にな」に参加。アルバムタイトルチューン、他2曲のアレンジを担当する。高杉さと美7枚目のシングル「Tears in the Sky」の作曲・編曲・プロデュースを手掛ける。
2009年、鈴木雅之アルバム「Still Gold」に、楽曲「My Last Secret」を提供。MISIAの通算23枚目のシングル「逢いたくていま」の作曲・編曲・プロデュースを行う。日本レコード協会着うたフルプラチナ認定となっている。
2010年、紗羅マリー1stアルバム「MY NAME IS」収録の楽曲「お天気雨」「裸足」の作曲・編曲・プロデュースを行う。
2011年、Sunyaアルバム「LOVE GIFT〜キミに会いに行くよ」収録楽曲「スキなのに...」の編曲・プロデュースを行う。
2012年、MISIA26枚目のシングル「恋は終わらないずっと」とC/W曲「百年愛」の作曲・編曲・プロデュースを行う。

## 補足
2005年、歌手のひふみかおりと結婚したものの2016年10月に死別。ファッションブランドLAD MUSICIAN、ROEN等のショーにも出演している。渋谷THE ROOMの「LOVE BAR」にて沖野修也と共にDJをつとめる。写真家・稲葉ゲンの死去に伴いPEACE FORCEの活動を休止、サウンドプロデュース、作曲活動をメインストリームなライフワークとしていた。